# Péterffy-palota
A Péterffy-palota (más néven Krist-ház) barokk városi palota a budapesti Március 15. tér mellett, a Piarista utca 2. szám alatt (volt Pesti Barnabás utca). A magyarországi barokk építészet fontos emléke, Pest egyetlen eredeti formáját őrző világi barokk épülete. 1831 óta a Százéves Étterem működik benne.

## Története
A házat 1755-től építtette Péterffy János ítélőtáblai ülnök Mayerhoffer András tervei szerint, Proberger Jakab, az első pesti serfőzde főcéhmestere háza helyére. Péterffyék után a Macsenka, a Grabovszky, a Krist és a Widler családok birtokában volt. Már nem sokkal megépítése után vendéglő működött benne. Környékén, a pesti belvárosban számos hasonló barokk palota állt, közte a Péterffyékéhez felépítésében is igen hasonló Grassalkovich-palota, amely szintén Mayerhoffer tervei szerint épült. Ezeket a 19. század végén, az Erzsébet híd építéséhez kapcsolódó városrendezés során lebontották, így a Péterffy-palota ritka és fontos emléke Pest városa barokk építészetének.

## Leírása

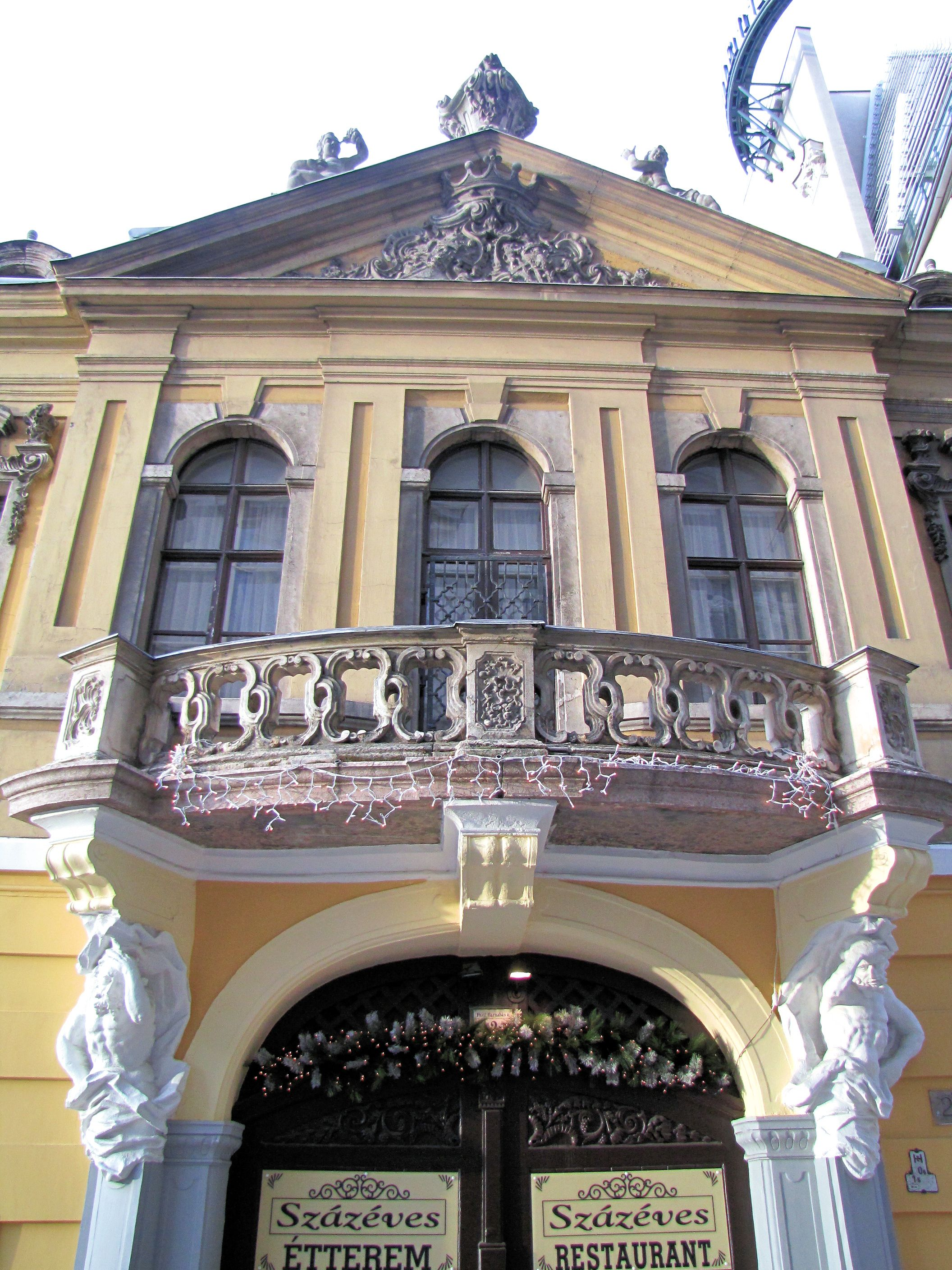
A főhomlokzat

A jelenlegi utcaszintnél mélyebben álló épület középrizalitjának sávozott földszintjén oldalt egy-egy vasrácsos ablak, középen barokk fakapu nyílik. A bejárat körül kőatlaszok tartják az emeleti, kőrácsos erkélyt. A 2+3+2 tengelyes emeleti középső nyílásai félköríves záródásúak, míg a szélső két-két ablak téglalap alakú, keretezésük hermával és lógófüzérekkel díszített. A középrizalit feletti timpanonban kettős címer látható, felette két puttóval és hermával. Az épületen vörösmárvány emléktábla jelöli az 1838-as pesti árvíz magasságát.
A hátsó homlokzathoz, a Galamb utca felé eredetileg U alakú szárnyak csatlakoztak, de ezeket 1936-ban elbontották.

### A Százéves Étterem
A Péterffy-palotában a hagyomány szerint már a 18. század második felében vendéglő működött. 1831-ben biztosan itt nyílt meg a Buda Városához címzett, Hasslinger-féle fogadó. 1864-től 77 éven át a Kris család üzemeltette előbb Fehér Hajóként, majd a tulajdonos család saját nevén. 1923-tól ismét a Buda Városához nevet vette fel. A centenárium alkalmával, 1931-ben felújították, ekkortól viseli a Százéves Étterem nevet és ekkor készült jelenlegi, iparművészeti védettség alatt álló berendezése: faragott söntéspultja, erdélyi kályhája, zenedoboza, falain számos képpel és antik konyhai eszközzel. 